# T-14阿玛塔主战坦克
T-14「阿瑪塔」主戰坦克（英語：Т-14 'Armata'）為俄羅斯最新型的坦克，亦為阿瑪塔車族的主要車型。此坦克為俄羅斯總統普京于2011年宣布、總值20兆盧布的十年武器更新計劃要角，單輛造價估計達380萬美元；俄羅斯副總理亦因此於2018年7月30日稱T-14基於國家財力因素無法量產。

## 歷史
2009年，俄罗斯乌拉尔机车车辆厂开始了阿玛塔重型履带通用平台的研发工作。阿玛塔重型履带通用平台包括了T-14主战坦克、T-15步兵战车、2S35自行火炮、T-16装甲维修车。
T-14 阿玛塔主战坦克，搭载一门全新設計的125毫米2A82-1M型滑膛炮，而不是因襲沿用了半个世纪的125毫米2A46系列。在研制过程中，設計生产者尽可能地采用了最新技术。該炮采用身管自紧和部分镀铬炮管的工藝，既可以发射现有俄式125 mm炮弹彈種，還有未來研發中的新型弹种。2006年秋天，俄罗斯军方在火炮研制单位让3门样炮分别发射了787、613和554发炮弹。测试表明：该炮的炮口動能初速能量相对西方90年代初期研发搭载于豹2型主力戰車的Rh-120滑膛炮，M1艾布蘭主力戰車的M256A1滑膛炮（授權美國生產的Rh-120）相比高17%。Rh-120 L/55型身管長度為660公分（L/44型為528公分），2A82-1M身管長度為615公分（倍徑 49.2）比Rh-120 L/55型短45公分。

## 車體構造
一反早前曝光的想像圖或CG模擬動畫，正式亮相的T-14砲塔形狀超乎各方想像，T-14顯然非常重視環境探知與生存能力，目前可以從砲塔上識別出朝向四面的毫米波雷達，用來探測迫近的反戰車武器。另外也能見到全向光學影像感測器，可建立360度全方位的環境視覺。配備於砲塔環基部的是已經研究多年的阿富汗石（Afganit）主動防禦系統（APS）共10具發射筒，搭配雷達可以做到全自動發射彈藥摧毀敵方的反戰車武器，尤其著重對抗近年流行的反戰車飛彈，有些俄國來源甚至宣稱可摧毀貧鈾尾翼穩定脫殼穿甲彈。砲塔上方兩側並裝有最新型的小型可旋轉式反制煙幕發射器，可判斷是用來發射干擾彈反制紅外線、雷射等偵知和鎖定信號，特別的是，砲塔左後側裝有垂直朝上為數頗多的反制煙幕發射器，裝配數量勝於以往所有戰車。砲塔外型採用減少雷達反射截面積的多面體設計，從實拍照片得以窺見砲塔縫隙的邊緣似乎相當薄，以上主要的探測裝置都建立在一個只能抵擋輕兵器射擊的“外殼”上，真正的砲塔核心寬度只有從左側大氣感測器到右側通訊天線的長條形範圍內，這部分才擁有厚實的裝甲。後續量產型號或有可能改變外觀。另一特徵是砲管位在砲盾相對低的位置，似乎違反無人砲塔可以設計的更為低矮的概念，合理判斷是為了獲得突破以往的俯仰角而設計，藉由擴張砲膛抬高的空間，使砲管能盡量壓低，因此呈現砲塔高度較高的外觀。俄系戰車向來以俯仰角小於西方同級戰車聞名。俯仰角很大程度限制了野戰條件的戰術運用，而西方多款戰車設計都擁有過人的俯仰角設計，例如日本74式戰車搭配液壓系統升降，可獲得負12度射角。主砲擁有更大的俯仰角，則可更有效的從反斜面或隱蔽物後方射擊，擴大了戰術運用的彈性。戰車底盤則為新型的7對承載輪構型，有別於從T-64以來各型主力戰車的6對承載輪設計，新的底盤更大，承載力更高，後續改裝的潛力也更好。

## 攻擊火力
主炮是新式的2A82-1M型125毫米滑膛炮，可以使用各種俄製制式125毫米炮彈。與以往最大的不同在於，新型砲管沒有裝置排煙筒，因為是無人砲塔設計，因不需要排煙，砲管必須承受更大的膛壓而增加生產難度，在不增加口徑的情況下獲得更高的威力。也因口徑不變而能使用舊型彈藥，簡化後勤與採購，射速每分鐘10-12發，使用炮射導彈時最大有效穿甲距離更可達8公里，光學瞄準器對坦克大小目標日間有效距離5公里，夜間3.5公里，雷射測距器理論可達7.5公里，另有性能較差的後備瞄準器。其為主炮度身訂做的「真空-1」尾翼穩定脫殼穿甲彈（GRAU編號3BM69）彈頭長900毫米可於2公里外擊穿1,000毫米等效均質裝甲，更有為主炮設計新型的Telnik高爆彈頭。其主炮同時亦能發射衝刺者（Sprinter，GRAU編號3UBK21）炮射導彈，該款為主炮度身訂做的導彈除反坦克功能外亦能作防空用。
副武器包括有12.7毫米Kord重機槍及7.62毫米PK通用機槍或PKTM；重機槍備彈量300發，置於炮塔頂、車長觀測器之上，而通用機槍備彈量1,000發，另有1,000發分開存放，與主炮同軸。所有機槍都是可遙控操作，顯然汲取近年城市戰教訓，具有掃蕩步兵或游擊隊，兼具一定防空能力的設計。

## 防護力
T-14使的裝甲除了「孔雀石」（Malachite）ERA反應裝甲，同時也有阿富汗石主動防禦系統，此系統包含有毫米波雷達，使T-14能探測、追踪及攔截從任何方位來襲的反坦克攻擊，動能穿甲彈及縱列彈頭（Tandem Charge/ Warhead）均可應付。目前，該系統可以拦截最高速度目標為1,700m/s，預計將可改進能對付速度 3,000m/s的目標。
。
尖端科技軍事雜誌分析阿富汗石主動防禦系統的主要探測器是四塊裝在炮塔周邊疑似主動陣列雷達作360度探測，也有可能有第五面置於炮塔頂部。系統擁有硬殺及軟殺手段，系統會主動地擊毀來犯目標（如反裝甲火箭或反裝甲飛彈），同時對敵方導引系統進行干擾。這個系統或能有效地應付現代反戰車飛彈（例如地獄火、拖式、標槍式、長釘式導彈、Brimstone）的攻擊。
阿富汗石主動防禦系統發射器是長管狀，每五個為一組各置於炮塔環兩側，以電子訊號觸發引爆炸出大量破片攔截目標。T-14 另有 NII Stali（俄語：НИИ Стали 鋼鐵研究所）研發設計的合金鋼裝甲材料保護車體，擁有兩個可操控煙幕彈彈倉，每個含12發彈藥。炮塔頂部的垂直發射裝置也有兩個同類彈倉 。另外防空機槍遙控塔配合主動陣列雷達的話有可能足以擊毀來犯飛彈或低速飛行器。
目前已經確定T-14 阿瑪塔戰車配備全自動裝填的無人炮塔，車輛的三名組員（車長、駕駛、炮手）均坐在炮塔前方一個等效900mm均質裝甲的裝甲防護艙以增加遭到致命性擊中時成員的存活率。車身及炮塔的前方、頂部及側面均裝有反應裝甲，炮塔的外形有降低電磁波訊號功能。所有系統的功能狀態全由電腦化的綜合控制系統監控，作戰時，軟體能分析威脅，並作出應對的建議，甚至自動作出處理行動。一般運作時，系統能查測及修正乘員不慎的操作錯誤。2015年中，T-14所用的陶瓷裝甲開始批量生產。
T-14 設計特點在解決以往俄製坦克的一大通病：就是彈藥誘爆導致的砲塔被炸飛，除了人員傷亡，砲塔分離的畫面在媒體四處傳播對於士氣和裝甲兵戰鬥積極性有較大影響，也給全世界一種俄製坦克只能靠便宜的數量優勢當砲灰打消耗戰印象。T-14由於乘組員已經藉由乘員艙與無人炮塔分開配置，即使彈藥受攻擊發生誘爆，也能較以往戰車有更好的人員生存率；裝彈機的彈藥倉較以往俄系戰車更下沉，位於裝甲更多的車體所以更難被擊中，由於無人在砲塔中所以滅火劑裝置更加強力。其眾多的光電干擾手段和阿富汗石主動防禦系統硬殺攔截飛彈，本身也讓坦克更難被擊中。

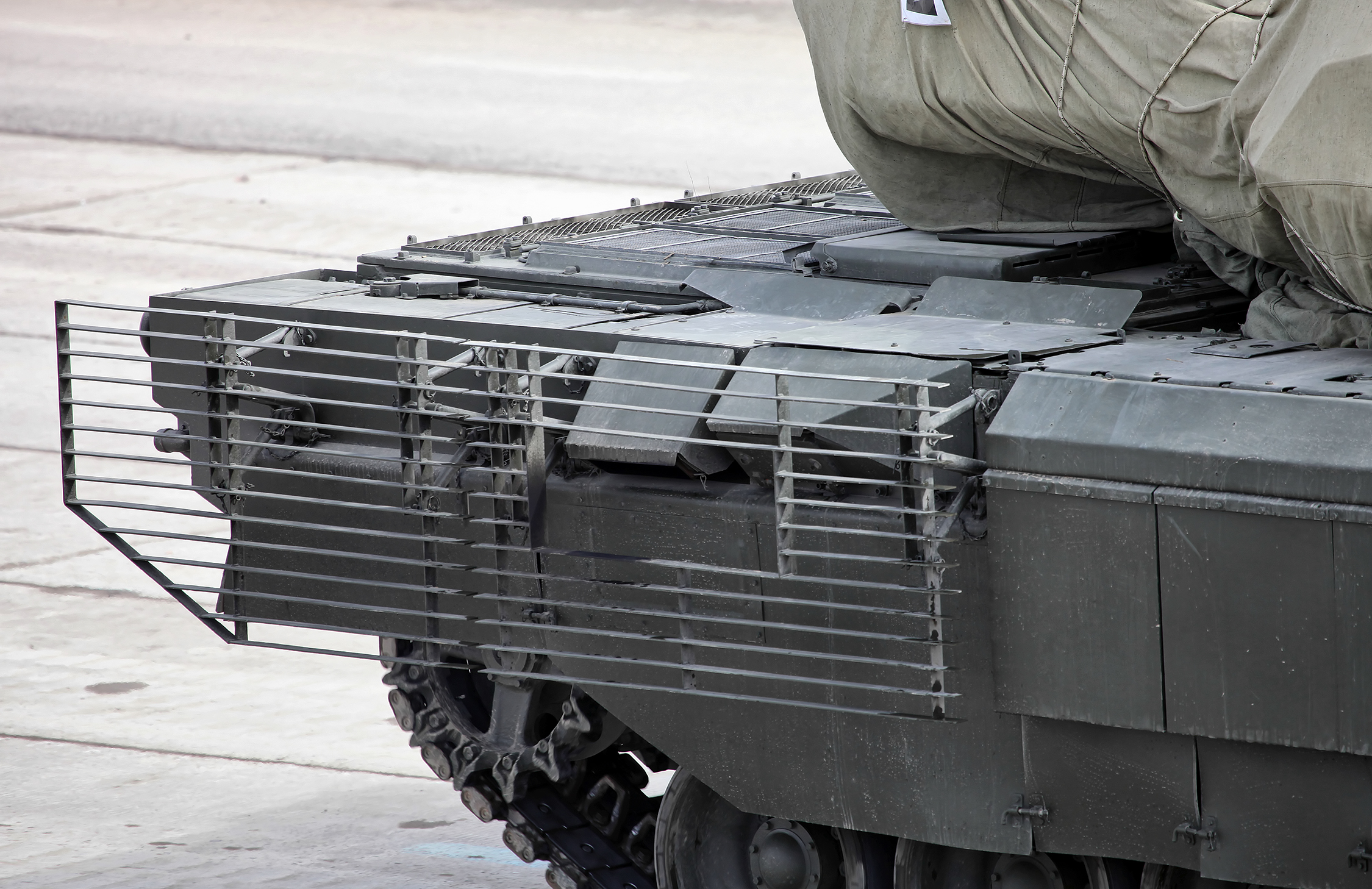
車尾柵欄式裝甲
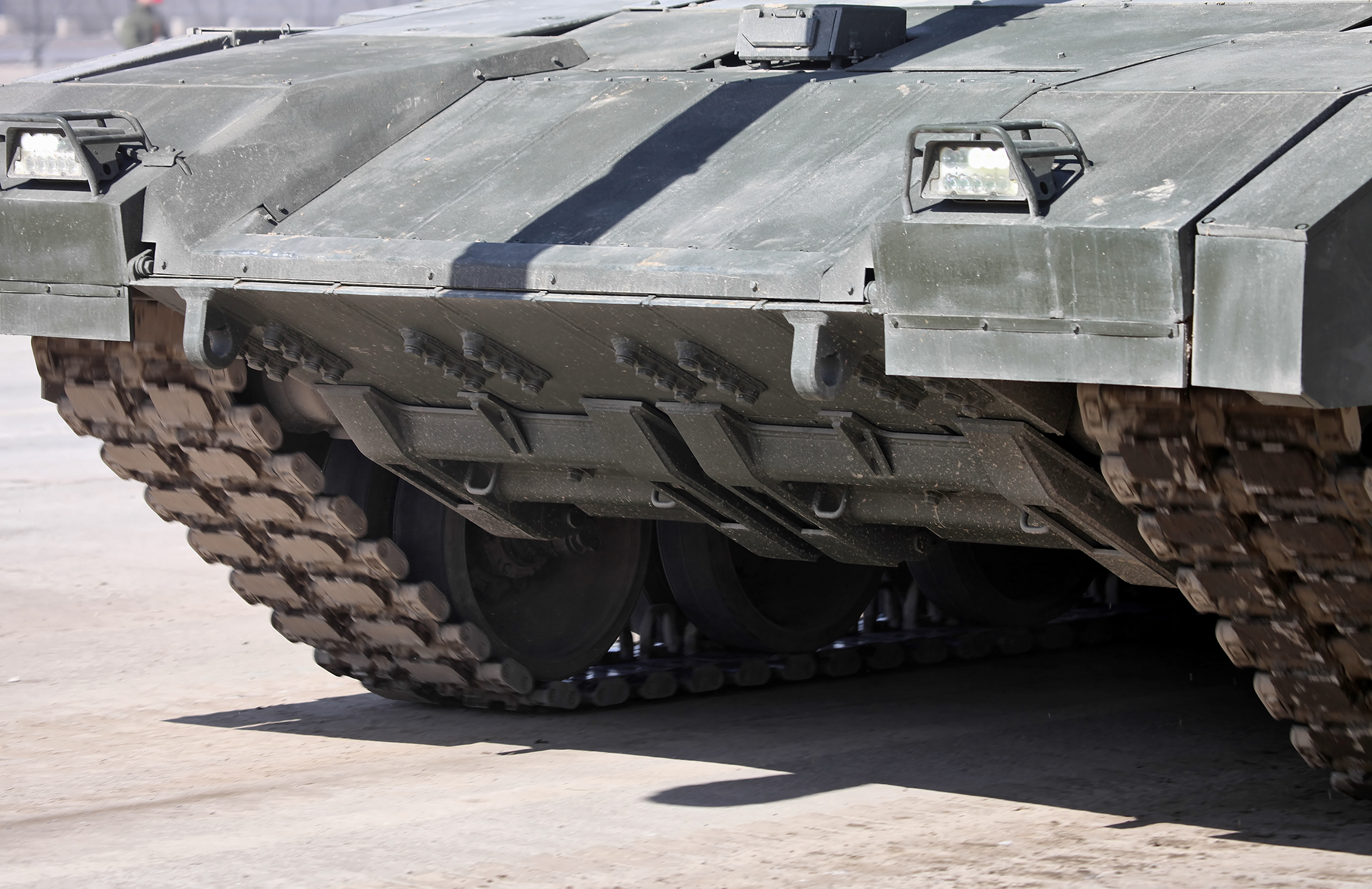
前端反應裝甲塊
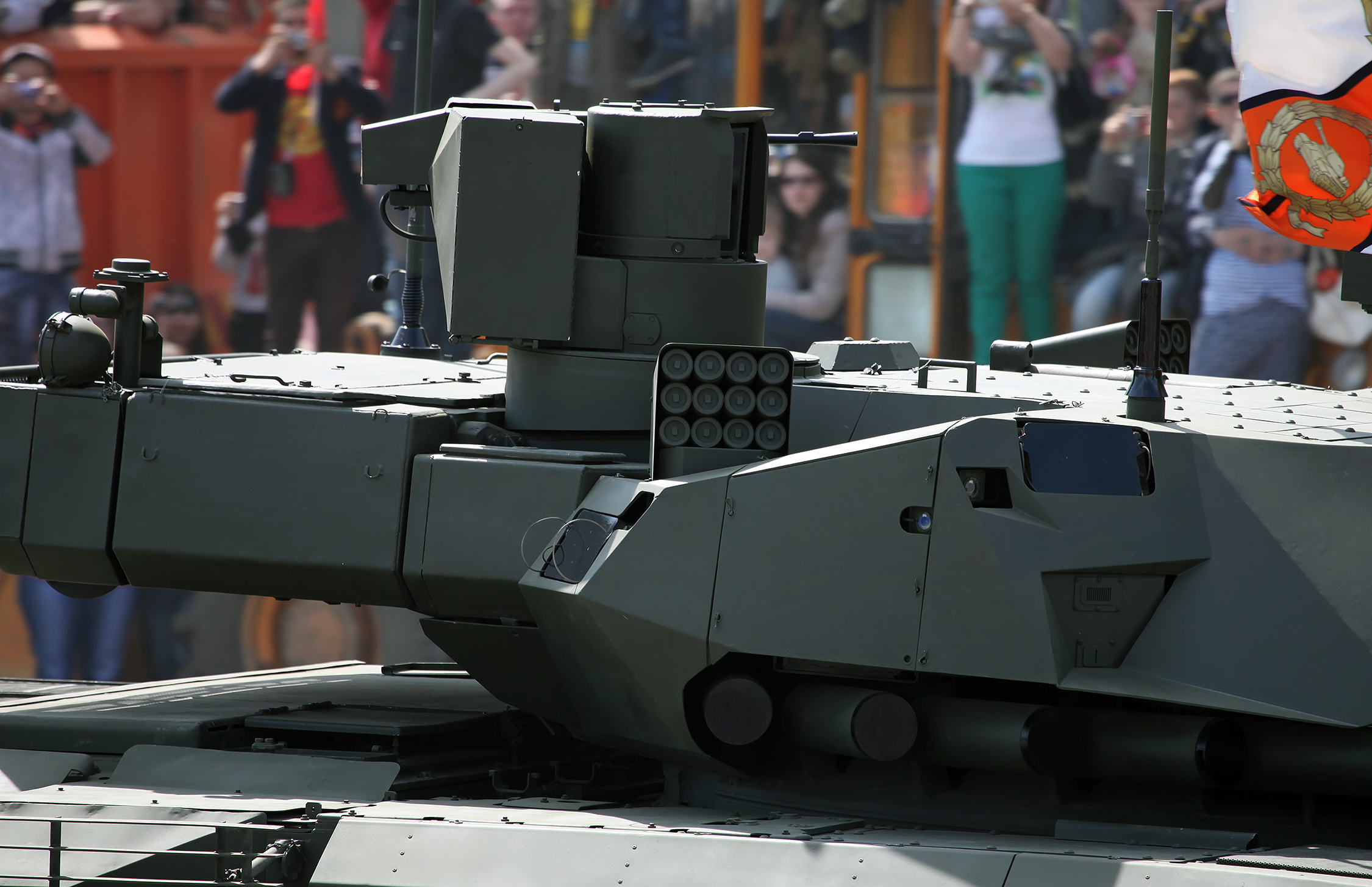
煙幕彈發射器，阿富汗石主動防禦系統和旁邊的機槍武器站，以及多處的光電偵測器，攝影機
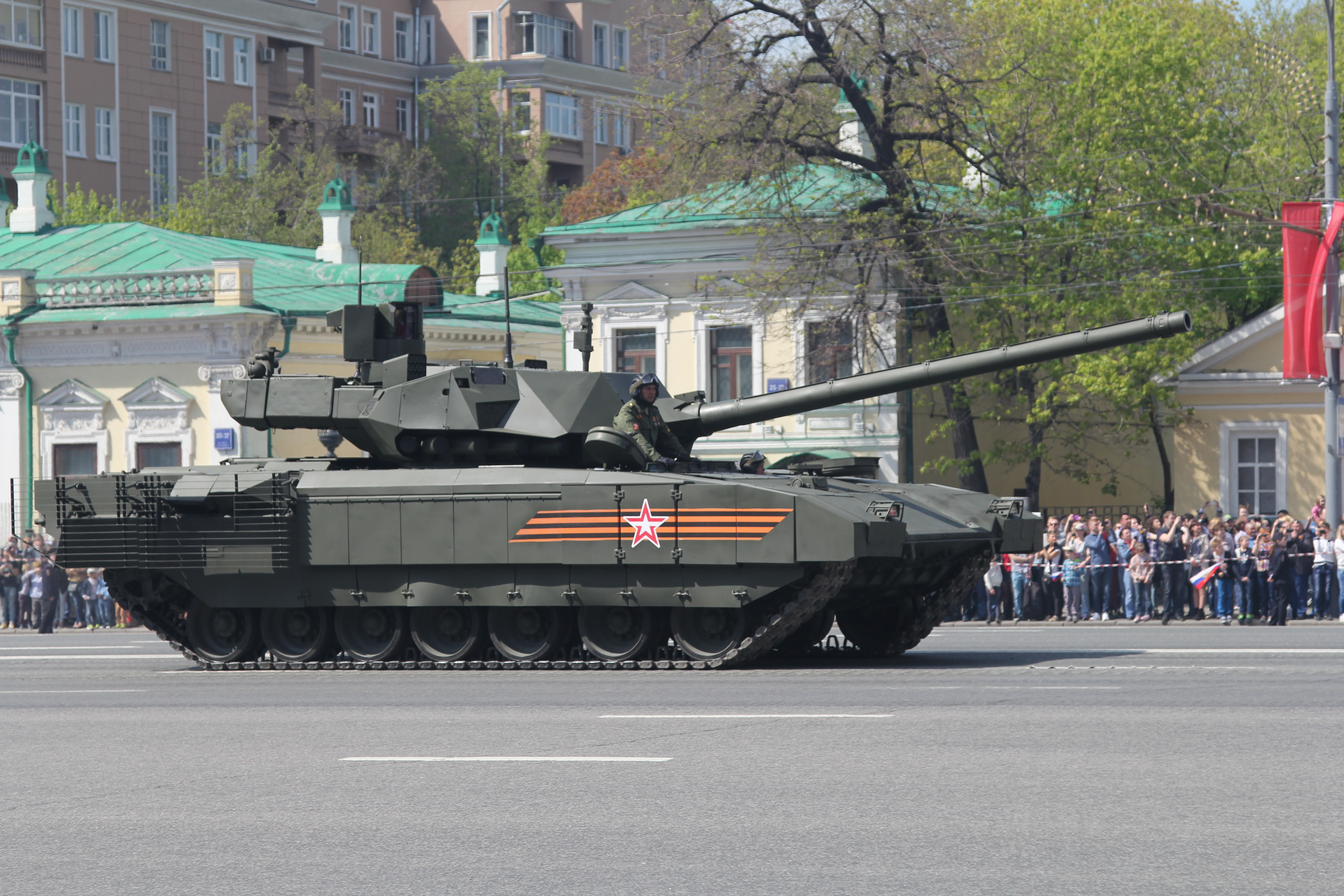
砲塔兩側和車身間夾縫的各5管阿富汗石主動防禦系統攔截彈發射器

## 感測器及通訊系統
T-14 配備有在 26.5-40GHz 頻段工作的主動陣列雷達，主要作用提供主動防禦系統資訊，能同時追踪40個空中或25個地上小至0.3 m的目標。追踪系統能把目標位置傳送給主動防禦系統或主炮控制電腦，完成自動攻擊功能。目標資料也能傳送至炮兵部隊，使T-14能協助防空及偵測。
車長與炮手使用相同的大型熱成像觀瞄儀器，覆蓋可見光及不可見光譜（invisible spectrum），並備有激光測距儀。車長的觀測器位於炮塔頂，覆蓋360°視野，炮手的則位於主炮左旁，用作操作主炮及反戰車飛彈。所提供的影像能在日間分辨出 7,500 m 外的戰車大小目標，而夜間用的熱成像儀則是3,500 m 遠。另有一後備觀測儀，作用距離 2,000 m（日間）/1,000 m（夜間）。而駕駛員除潛望鏡也附設了前視紅外線搜尋儀（FLIR）及圍繞車身的多個閉路電視。並且車身各處安裝了多個攝影機，為乘員提供360°的視野。

## 動力系統
T-14動力系統源自T-95，使用ChTZ（車里雅賓斯克拖拉機廠)生產的 12N360（A-85-3A））柴油引擎 ，X型佈置水平對臥引擎，4行程，12汽缸，雙渦輪增壓，正常輸出1,500hp馬力，功重比31.25每吨功重比43.47每吨。，但會大幅縮短壽命。輸出1,500hp時壽命為2,000小時 ，降低輸出至1,200hp時，壽命可長達10,000小時，以電子化控制運轉 。使用12段自動變速器，最高速度80-90 km/h（50-56mph），最大行程500 km。乘載輪設計基於T-80，有7對700 mm 乘載輪，液气、扭力杆混合的半主动悬挂系统除了常规的扭力杆外，在第1、2、7对负重轮上还装有液气减震器。
| 12N360（A-85-3A）柴油引擎参数 |                                                                       |                                                            |
| 名称                          | 性能                                                                  | 备注                                                       |
| 类型                          | 水平對臥引擎 、4行程，X型佈置12氣缸，双涡轮增压中冷四冲程多燃料柴油机 |                                                            |
| 淨重                          | 1,550kg                                                               | 德國著名的豹2戰車1,500 hp引擎MB 873 Ka-501，淨重為2,200 kg |
| 额定输出功率                  | 1,500hp（2,000转/分钟 时）                                            |                                                            |
| 功率重量比                    | 1.0 hp/kg                                                             |                                                            |
| 油耗量                        | 217 g/kWh                                                             |                                                            |
| 缸径                          | 150 mm                                                                |                                                            |
| 行程                          | 160 mm                                                                |                                                            |
| 排量                          | 33.9 L                                                                |                                                            |

## 轶事
2015年5月7日，一辆参与红场阅兵彩排的T-14坦克在列宁墓前抛锚。驾驶员举出红旗，据推测是出现故障的信号。坦克在阅兵的整个彩排期间静止不动，随后坦克被用一根缆绳钩在拖拉机上，并试图将其拖走。据一些消息来源称，在制造公司乌拉尔机车车辆厂的一名员工（试车手）到达后，才终于启动坦克并离开该地点。而据其他消息来源（现场观察员-共青团真理报记者 Dmytro Smirnov），国防部长绍伊古走近了坦克查看情况；坦克最终在拖拉机的帮助下被拖离广场。
一位俄罗斯播音员在评论阅兵彩排时称这是向观众展示“受损装备的疏散”。乌拉尔厂副总经理Oleksiy Zharich向俄罗斯大众媒体报告说，该坦克“功能齐全”。据扎里奇介绍，事故的起因是司机情绪激动，以及“设备既新又复杂”的缘故。他在推特上称，乌拉尔厂的试车员在游行彩排期间驾驶坦克。他说，坦克“平静地启动并开走了”。“你只能想象第一次驾驶新装备的男孩们的兴奋……”Zharich在他的推特中写道。之后，Zharich的这条记录不知何故从他的主页上消失。
在此之前，阿玛塔坦克曾两次在莫斯科附近的阿拉比诺训练场扰乱阅兵式的彩排。报告指出：传动单元的控制机构发生故障。军事科学博士、地缘政治问题学院院长科斯蒂安廷·西夫科夫认为，红场上播音员所说的“按计划停车”以“证明撤离受损装备的能力”之说法，“无非是企图隐瞒事件”。早些时候，俄罗斯专家指出，T-14没有通过国家测试阶段，仅通过工厂测试。直到现在，它还没有被大量生产和采用。

## 流行文化

### 电子游戏
- 《装甲战争》中在军火商Marat Shishkin的战车线上登场。当前通过正常游玩游戏可获得10级T-14阿玛塔主战坦克[34]和10级T-15阿玛塔坦克歼击车[35]。通过充值参与游戏中的活动，可以获得高级战车10级T-14 152mm炮 阿玛塔主战坦克[36]和10级T-15“匕首”坦克歼击车[37]。

## 外部連結
- （简体中文）凤凰网：俄将开始测试“阿玛塔”通用作战平台主战坦克（页面存档备份，存于）
- （简体中文）中新网：俄罗斯将基于“阿玛塔”坦克平台开发新型火炮（页面存档备份，存于）
- 央視-阿瑪塔大剖析（页面存档备份，存于）